# Římskokatolická farnost Luhačovice
Římskokatolická farnost Luhačovice je jedno z územních společenství římských katolíků v děkanátu Valašské Klobouky s farním kostelem svaté Rodiny.

## Historie farnosti
Jako farní kostel v Luhačovicích dříve sloužila soukromá zámecká kaple sv. Josefa, která patřila rodu Serenyiů. Ta nestačila zájmu věřících a tak koncem 19. století začalo úsilí o výstavbu nového kostela. K realizaci stavby však nakonec došlo až po roce 1990. Základní kámen posvětil papež Jan Pavel II. v dubnu 1990 na Velehradě, samotná výstavba se uskutečnila v letech 1996–1997.

## Duchovní správci
Farářem je P. Mgr. Jan Ston.

## Bohoslužby
| Kostel       | Místo      | Bohoslužba (den)                    | Hodina                               | Poznámka     |
| ------------ | ---------- | ----------------------------------- | ------------------------------------ | ------------ |
| svaté Rodiny | Luhačovice | neděle pondělí středa čtvrtek pátek | 8.30, 10.15, 18.15 18.15 17.00 18.15 | Farní kostel |

## Aktivity ve farnosti
Na svátek Všech svatých v roce 2016 připravila farnost průvod dětí, které si předtím připravily kostým svého křestního patrona nebo jiného světce, k němuž měli vztah. Akce měla být protiváhou k rozmáhajícím se oslavám svátku Halloween.
Ve farnosti se pravidelně koná tříkrálová sbírka. V roce 2018 se při ní vybralo 123 118 korun.